# كايتو (القناص)
كايتو أو كايت (カイト, Kaito) هو أحد أهم شخصيات مسلسل الأنمي الشهير القناص من تأليف يوشيهيرو توغاشي، وهو صياد بالتعاقد تم تدريبه من قِبل جين فريكس، وهو أول شخصية ظهرت في المانجا، وظهر لاحقـًا في آرك نمل الكيميرا. وعندما أعيد إحياؤه كنملة كيميرا أصبح شقيق ميرويم التوأم وعضوًا في عائلته الملكية.

## الشخصية
الظهور الأول لكايتو في الأنمي كان في الحلقة الأولى، وكان ذلك عندما انقذ جون من هجوم الدب الثعلب وهو من أخبر جون بان والده لا يزال على قيد الحياة وان والده قناص محترف وقد تدرب كايتو على يد جين والد غون تدريبا خاصا وقبل رحيله، يترك كايتو وثيقة القناص الخاصة بـ جين بين يدي جون يعد كايتو من اقوى الشخصيات في القصة - نوع الهاتسو الخاص به هو التجسيد -.

## اسلحته

### آلة الاختيار المجنونة
مهرج نين يحمل آلة اختيار عشوائي في فمه تحمل ارقام من 1 إلى 9 وكل رقم يستدعي سلاحا مختلفا.
ومن الاسلحة التي ظهرت خلال الانمي:
- المنجل

وهو السلاح رقم اثنان ويسمى رقصة اله الموت أو الرقصة الصامته.
- العصا

هي السلاح رقم ثلاثة لم تظهر لها ايه تفاصيل لكن ظهرت اثارها التدميرية بعد مشهد قتال كاتو مع نيفربيتو
- البندقية

السلاح رقم أربعة وهي بندقية نين متطوره وخطيرة للغاية وتصيب اهدافها بدقة تامة كما في مشهد اطلاق كاتو النار على مستعمرت النمل.
آلة الاختيار المجنونة يمكنها الكلام والتعليق على تصرفات ومزاج كايتو ومعرفة ما إذا كنا خصم كايتو قويا ام لا.
فقط القليل من الأسلحة التي شوهدت خلال المسلسل في حين ان كايتو لم يستخدم السلاح المختار بطريقة معينة فإنه لن يختفي.
يذكر ان كايتو غير راض عن هذا القدرة وهي لا تعجبه.

## اقتباسات
كل الصيادين الجيدين محبوبون من قِبل الحيوانات . — كايتو مخاطبـًا غـون